# توکای طلایی
توکای طلایی یا توکای شکم‌سفید (نام علمی: Zoothera aurea) یکی از اعضای تیرهٔ توکایان (Turdidae) است. این نام از طبیعت‌شناس انگلیسی گیلبرت وایت گرفته شده است. نام سردهٔ Zoothera از واژه zoon یونان باستان به معنی «جانور» و theras به معنی «شکارچی» گرفته شده است. واژهٔ خاص aurea از واژهٔ لاتین aureus به معنی «طلایی» است.

## پراکندگی و زیستگاه
در تایگای مخروطی نمناک، عمدتاً در پالئارکتیک شرقی در سیبری تا منچوری، کره و ژاپن زادآوری می‌کند. نژادهای شمالی به شدت مهاجر هستند و بیشتر پرندگان در زمستان به جنوب شرق آسیا کوچ می‌کنند. این پرنده یک گونهٔ سرگردان بسیار نادر به اروپای غربی است.

## ویژگی‌ها
جنس‌ها مشابه هستند، ۲۷–۳۱ سانتی‌متر طول دارد و دارای پولک‌های سیاه در زمینه سفید یا زرد کم‌رنگ‌تر و طلایی است. بارزترین ویژگی شناسایی در پرواز، نوار سیاه روی بال‌های سفید است که این ویژگی با توکای سیبری مشترک است. نر آهنگی دارد که یک سوت مکانیکی بلند و دور است، با مکث‌های ۵ تا ۱۰ ثانیه‌ای بین هر یک ثانیه عبارت طولانی ... تووو… تووو… تووو.
در گذشته به عنوان زیرگونه‌ای از توکای پولکی در نظر گرفته می‌شد.